# Постгипнотическая амнезия
Постгипноти́ческая амнези́я — неспособность человека вспомнить реально происходившие события, имевшие место тогда, когда он находился под действием гипноза. 
Постгипнотическая амнезия является формой постгипнотического внушения, которая умышленно достигается гипнотизёром путём целенаправленного внушения физическим лицам (субъектам гипнотического воздействия) с целью дальнейшего забвения определённой информации, полученной до или во время сеанса гипноза (обычно специально говорится, что субъект после пробуждения не будет помнить определённые факты или события). Таким образом лица, которые подвержены постгипнотической амнезии, не способны самостоятельно восстановить последовательность событий, которые имели место до или во время сеанса гипноза. Тем не менее, по предварительной договорённости с гипнотизёром воспоминания могут вернуться через какое-либо время после сеанса изменённого состояния сознания. Это придаёт постгипнотической амнезии сходство с психогенной амнезией, так как при этом нарушается процесс извлечения событий из памяти, то есть процесса воспроизведения. В 1994 году Dorfman, J. & Kihlstrom, J. F. было высказано предположение о том, что расхождения в методологии, используемой для изучения постгипнотической амнезии, способны приводить к получению различных результатов.

## Историческая справка
Впервые феномен постгипнотической амнезии был обнаружен в 1784 году маркизом Armand Marie Jacques de Chastenet de Puységur. При проведении сеансов гипноза пациенту по имени Виктор, Puységur заметил, что по окончании гипнотического воздействия у Виктора отмечалась амнезия на те события, которые происходили во время сеанса.
В 1866 году французский врач Амбруаз Огюст Льебо опубликовал книгу о гипнозе (Сон и его аналоги, в основном рассматриваемые с точки зрения воздействия ума на тело, фр. Le sommeil et les états analogues, considérés surtout du point de vue de l’action du moral sur le physique), в которой высказал предположение о том, что симптом постгипнотической амнезии варьировал в зависимости от степени гипнотического воздействия.
Одни из самых ранних экспериментальных исследований постгипнотической амнезии были выполнены американским психологом Кларком Халлом. После длительного и скрупулёзного изучения гипнотического процесса им была написана книга под названием «Гипноз и внушаемость», вышедшая в 1933 году.